# 2020년 하계 올림픽 러시아 올림픽 위원회 선수단
2020년 하계 올림픽 러시아 올림픽 위원회 선수단은 2021년 7월 23일부터 8월 8일까지 일본 도쿄에서 열린 2020년 하계 올림픽에 참가한 올림픽 러시아 올림픽 위원회 선수단이다. 러시아 올림픽 위원회는 2020년 하계 올림픽에서 30개 종목에 335명의 선수를 파견했으며 금메달 20개, 은메달 28개, 동메달 23개를 획득하여 종합 5위를 차지했다.
세계 반도핑 기구(WADA)는 2019년 12월 9일에 공개된 공식 성명을 통해 러시아 반도핑 기구(RUSADA)가 조작된 실험실 데이터를 조사관에게 넘겨준 사실을 확인하고 러시아에 대해 4년 동안 주요 스포츠 행사 참가를 금지하는 결정을 채택했다. 세계 반도핑 기구는 러시아 출신 선수들이 2020년 하계 올림픽 출전을 희망할 경우에는 2018년 동계 올림픽에 참가한 러시아 출신 선수단(Olympic Athlete from Russia, OAR)과 마찬가지로 중립 선수 명의로만 참가할 수 있다는 입장을 국제 올림픽 위원회(IOC)에 전달했다.
러시아는 세계 반도핑 기구의 결정에 불복해 스포츠 중재 재판소(CAS)에 항소를 제기했다. 스포츠 중재 재판소는 2020년 12월 17일에 세계 반도핑 기구가 러시아에 부과한 징계를 줄이라는 판결을 내렸다. 이에 따라 러시아는 올림픽을 비롯한 각종 국제 대회에 참가하는 것이 허용되었다. 대신 2년 동안에 걸쳐 "중립 선수" 또는 "중립 팀"으로 참가해야 하며 러시아라는 국명, 국기, 국가를 사용할 수 없다. 이러한 결정은 선수단 유니폼에 '러시아'라는 국명을 표시하고 러시아의 국기 색상이 들어간 유니폼 디자인을 사용할 수 있도록 허용하지만 이름은 '중립 선수/팀'과 똑같이 우위를 점해야 한다. 또한 러시아 출신 선수단은 중립 선수단을 의미하는 기를 사용해야 한다.
국제 올림픽 위원회(IOC)는 2021년 2월 19일에 공개된 공식 성명에서 러시아가 러시아 올림픽 위원회를 뜻하는 약자인 "ROC"로 참가한다고 밝혔지만 위원회의 이름 자체는 대표단을 가리키는 데에 사용될 수 없었다. 이에 따라 러시아는 러시아 올림픽 위원회의 기를 사용했다. 또한 "중립 선수"라는 용어가 추가될 경우에는 "러시아"라는 단어가 새겨진 팀 유니폼을 사용할 수 있다. 2021년 4월 22일에는 러시아 올림픽 위원회가 시상식에서 표트르 차이콥스키의 《피아노 협주곡 1번》을 러시아의 국가를 대신해서 사용하겠다는 계획을 국제 올림픽 위원회(IOC)로부터 승인받았다. 러시아 올림픽 위원회는 원래 러시아의 민요인 《카튜샤》를 사용하기를 원했으나 스포츠 중재 재판소(CAS)가 러시아와 관련된 노래는 사용할 수 없다고 유권 해석을 내림에 따라 계획을 변경했다.